# Campionat del Món de gimnàstica artística de 2021
El campionat del Món de gimnàstica artística de 2021 es va celebrar a Kita-Kyūshū, Japó, del 18 al 24 d'octubre del 2021. La competició va tenir lloc al Gimnàs General de la ciutat de Kitakyushu. Va ser la tercera vegada que Japó acullia l'esdeveniment, després de les edicions de 1995 i 2011.
La competició estava prevista inicialment per celebrar-se a Copenhaguen, Dinamarca, abans que la Federació Danesa de Gimnàstica es retirés de l'acollida el juliol de 2020. El novembre de 2020, la Federació Internacional de Gimnàstica va anunciar Kitakyushu com a ciutat d'acollida de substitució per a les mateixes dates.
Tot i que tradicionalment no se celebren els Campionats del Món en anys olímpics, l'ajornament dels Jocs Olímpics d'estiu de 2020 va provocar la caiguda de la prova del 2021 durant el mateix any. La darrera vegada que es van celebrar els Jocs Olímpics i el Campionat del Món el mateix any va ser el 1996.

## Calendari de competició
| Data                                           | Sessió                                        | Hora                   | Subdivisions                                                                                                   |
| ---------------------------------------------- | --------------------------------------------- | ---------------------- | --- |
| Divendres 15 d'octubre - Diumenge 17 d'octubre | Entrenament en podi                           | Entrenament en podi    | Entrenament en podi                                                                                            |
| Dilluns 18 d'octubre                           | Qualificació femenina                         | 9:45 AM                | WAG: subdivisió 1 Uzbekistan, Xina, Turquia, Israel                                                            |
| Dilluns 18 d'octubre                           | Qualificació femenina                         | 11:15 AM               | WAG: subdivisió 2 Països Baixos, Itàlia, Regne Unit, Hongria                                                   |
| Dilluns 18 d'octubre                           | Qualificació femenina                         | 13:00                  | WAG: subdivisió 3 Canadà, Austràlia, Estats Units, Croàcia, Noruega                                            |
| Dilluns 18 d'octubre                           | Qualificació femenina                         | 14:30 h                | WAG: subdivisió 4 Portugal, Suïssa, Islàndia, Colòmbia, Lituània                                               |
| Dilluns 18 d'octubre                           | Qualificació femenina                         | 16:00                  | WAG: subdivisió 5 Dinamarca, Japó, Luxemburg, Xina Taipei, Ucraïna, Cuba                                       |
| Dilluns 18 d'octubre                           | Qualificació femenina                         | 17:45                  | WAG: subdivisió 6 Finlàndia, Àustria, Alemanya, Equador, Egipte, Nova Zelanda                                  |
| Dilluns 18 d'octubre                           | Qualificació femenina                         | 19:15                  | WAG: subdivisió 7 França, Puerto Rico, Índia, Suècia, Romania                                                  |
| Dimarts 19 d'octubre                           | Qualificació femenina                         | 9:45 AM                | WAG: subdivisió 8 República Xeca, Letònia, Azerbaidjan, Hong Kong, Vietnam, Eslovènia, Belorússia              |
| Dimarts 19 d'octubre                           | Qualificació femenina                         | 11:15 AM               | WAG: subdivisió 9 Brasil, Panamà, Irlanda, Mèxic                                                               |
| Dimarts 19 d'octubre                           | Qualificació femenina                         | 13:00                  | WAG: subdivisió 10 RGF, Eslovàquia, Corea del Sud, Bèlgica                                                     |
| Dimarts 19 d'octubre                           | Qualificació masculina                        | 17:00                  | MAG: subdivisió 1 Espanya, Bulgària, Grècia, França, Portugal, Alermanya                                       |
| Dimarts 19 d'octubre                           | Qualificació masculina                        | 19:10                  | MAG: subdivisió 2 Eslovènia, Hong Kong, Xina, Bèlgica, Ucraïna, Letònia, RGF, Aràbia Saudí, Hongria            |
| Dimecres 20 d'octubre                          | Qualificació masculina                        | 9:20 AM                | MAG: subdivisió 3 Japó, Azerbaidjan, Armènia, Panamà, Nova Zelanda, Brasil, Bangladesh, Suïssa                 |
| Dimecres 20 d'octubre                          | Qualificació masculina                        | 11:10 AM               | MAG: subdivisió 4 Lituània, Islàndia, Puerto Rico, Països Baixos, Síria, Xina Taipei, Estats Units, Belorússia |
| Dimecres 20 d'octubre                          | Qualificació masculina                        | 13:20                  | MAG: subdivisió 5 Tailàndia, Romania, Colòmbia, Kazakhstan, Mèxic, Egipte, Austràlia                           |
| Dimecres 20 d'octubre                          | Qualificació masculina                        | 15:10                  | MAG: subdivisió 6 Turquia, Vietnam, Equador, Canadà, Regne Unit, Sèrbia, Irlanda, Corea del Sud, Albània       |
| Dimecres 20 d'octubre                          | Qualificació masculina                        | 17.20 h                | MAG: subdivisió 7 Uzbekistan, Itàlia, Dinamarca, República Xeca, Filipines, Finlàndia, Croàcia                 |
| Dimecres 20 d'octubre                          | Qualificació masculina                        | 19:10                  | MAG: subdivisió 8 Israel, Xipre, Índia, Suècia, Àustria, Iran, Noruega, Polònia                                |
| Dijous 21 d'octubre                            | Final femení individual de totes les rodalies | De 18:00 a 20:00: 50 h | Top 24 de la qualificació                                                                                      |
| Divendres 22 d'octubre                         | Final masculí individual masculí              | De 18:00 a 20:00: 50 h | Top 24 de la qualificació                                                                                      |
| Dissabte 23 d'octubre                          | Final de l'aparell                            | 4: 10–7: 35 PM         | MAG : Terra, cavall amb arcs, anelles                                                                          |
| Dissabte 23 d'octubre                          | Final de l'aparell                            | 4: 10–7: 35 PM         | WAG : salt, barres asimètriques                                                                                |
| Diumenge 24 d'octubre                          | Final de l'aparell                            | De 16:25 a 19:45       | MAG : salt, barres paral·leles, barra fixa                                                                     |
| Diumenge 24 d'octubre                          | Final de l'aparell                            | De 16:25 a 19:45       | WAG : barra d'equilibri, terra                                                                                 |
| Llista a l'hora local (UTC + 09: 00).          |                                               |                        | |

## Resum de medalles

### Medallistes
| Esdeveniment                       | Or                  | Plata                 | Bronze                               |
| Homes                              |                     |                       |                                      |
| Concurs complet individual detalls | Zhang Boheng        | Daiki Hashimoto       | Illia Kovtun                         |
| Terra detalls                      | Nicola Bartolini    | Kazuki Minami         | Emil Soravuo                         |
| Cavall amb arcs detalls            | Stephen Nedoroscik  | Weng Hao Kazuma Kaya  | -                                    |
| Anelles detalls                    | Lan Xingyu          | Marco Lodadio         | Salvatore Maresca Grigorii Klimentev |
| Salt detalls                       | Carlos Yulo         | Hidenobu Yonekura     | Andrey Medvedev                      |
| Barres paral·leles detalls         | Hu Xuwei            | Carlos Yulo           | Shi Cong                             |
| Barra fixa detalls                 | Hu Xuwei            | Daiki Hashimoto       | Brody Malone                         |
| Dones                              |                     |                       |                                      |
| Concurs complet individual detalls | Anguelina Mélnikova | Leanne Wong           | Kayla DiCello                        |
| Salt detalls                       | Rebeca Andrade      | Asia D'Amato          | Anguelina Mélnikova                  |
| Barres asimètriques detalls        | Wei Xiaoyuan        | Rebeca Andrade        | Luo Rui                              |
| Barra d'equilibri detalls          | Urara Ashikawa      | Pauline Schaefer-Betz | Mai Murakami                         |
| Terra detalls                      | Mai Murakami        | Anguelina Mélnikova   | Leanne Wong                          |

### Classificació de medalles

#### Global
| Posició | País            | Or | Plata | Bronze | Total |
| 1       | R.P. de la Xina | 5  | 1     | 2      | 8     |
| 2       | Japó            | 2  | 5     | 1      | 8     |
| 3       | Estats Units    | 1  | 1     | 3      | 5     |
| 4       | Itàlia          | 1  | 2     | 1      | 4     |
| 5       | RGF             | 1  | 1     | 2      | 4     |
| 6       | Brasil          | 1  | 1     | 0      | 2     |
| 6       | Filipines       | 1  | 1     | 0      | 2     |
| 8       | Alemanya        | 0  | 1     | 0      | 1     |
| 9       | Ucraïna         | 0  | 0     | 1      | 1     |
| 9       | Finlàndia       | 0  | 0     | 1      | 1     |
| 9       | Israel          | 0  | 0     | 1      | 1     |
| Total   | Total           | 12 | 13    | 12     | 37    |

#### Masculí
| Posició | País            | Or | Plata | Bronze | Total |
| 1       | R.P. de la Xina | 4  | 1     | 1      | 6     |
| 2       | Itàlia          | 1  | 1     | 1      | 3     |
| 3       | Filipines       | 1  | 1     | 0      | 2     |
| 4       | Estats Units    | 1  | 0     | 1      | 2     |
| 5       | Japó            | 0  | 5     | 0      | 5     |
| 6       | RGF             | 0  | 0     | 1      | 1     |
| 6       | Finlàndia       | 0  | 0     | 1      | 1     |
| 6       | Israel          | 0  | 0     | 1      | 1     |
| 6       | Ucraïna         | 0  | 0     | 1      | 1     |
| Total   | Total           | 7  | 8     | 7      | 22    |

#### Femení
| Posició | País            | Or | Plata | Bronze | Total |
| 1       | Japó            | 2  | 0     | 1      | 3     |
| 2       | RGF             | 1  | 1     | 1      | 3     |
| 3       | Brasil          | 1  | 1     | 0      | 2     |
| 4       | R.P. de la Xina | 1  | 0     | 1      | 2     |
| 5       | Estats Units    | 0  | 1     | 2      | 3     |
| 6       | Itàlia          | 0  | 1     | 0      | 1     |
| 6       | Alemanya        | 0  | 1     | 0      | 1     |
| Total   | Total           | 5  | 5     | 5      | 15    |

## Resultats masculins

### Concurs complet individual
Competidors més gran i més jove
|             | Nom             | País   | Data de naixement | Edat              |
| ----------- | --------------- | ------ | ----------------- | ----------------- |
| El més jove | Eyal Indig      | Israel | 15 agost 2003     | 18 anys, 68 dies  |
| El més gran | Nikita Ignatyev | RGF    | 21 juny 1992      | 29 anys, 123 dies |

| Posició | Gimnasta            | Terra  | Cavall amb arcs | Anelles | Salt   | Barres paral·leles | Barra fixa | Total  |
| ------- | ------------------- | ------ | --------------- | ------- | ------ | ------------------ | ---------- | ------ |
| 1       | Zhang Boheng        | 14.883 | 13.466          | 14.600  | 14.866 | 15.366             | 14.800     | 87.981 |
| 2       | Daiki Hashimoto     | 14.833 | 14.166          | 13.966  | 14.800 | 15.066             | 15.133     | 87.964 |
| 3       | Illia Kovtun        | 14.366 | 14.400          | 12.933  | 14.300 | 14.400             | 14.500     | 84.899 |
| 4       | Yul Moldauer        | 14.500 | 14.866          | 12.466  | 14.333 | 14.900             | 13.300     | 84.365 |
| 5       | Ahmet Önder         | 14.100 | 13.800          | 13.666  | 13.966 | 14.800             | 13.900     | 84.232 |
| 6       | Shi Cong            | 14.466 | 13.500          | 13.733  | 14.658 | 13.400             | 14.300     | 84.057 |
| 7       | Joel Plata          | 14.133 | 13.766          | 13.200  | 14.000 | 14.666             | 13.600     | 83.365 |
| 8       | William Emard       | 14.633 | 12.433          | 14.625  | 14.466 | 13.766             | 13.333     | 83.256 |
| 9       | Joshua Nathan       | 13.700 | 15.000          | 12.833  | 14.366 | 13.966             | 13.366     | 83.231 |
| 10      | Néstor Abad         | 13.900 | 13.233          | 13.666  | 14.233 | 14.366             | 13.333     | 82.731 |
| 11      | Adem Asil           | 14.400 | 12.733          | 14.466  | 14.700 | 12.600             | 13.800     | 82.699 |
| 12      | Henji Mboyo         | 13.700 | 13.700          | 13.400  | 14.058 | 13.900             | 13.933     | 82.691 |
| 13      | Caio Souza          | 13.300 | 12.200          | 13.966  | 14.633 | 14.566             | 14.000     | 82.665 |
| 14      | Krisztofer Mészáros | 13.800 | 13.716          | 13.066  | 13.833 | 13.633             | 13.533     | 81.581 |
| 15      | Robert Tvorogal     | 13.033 | 13.200          | 13.175  | 13.666 | 14.466             | 14.000     | 81.540 |
| 16      | Luka van den Keybus | 13.666 | 12.933          | 12.833  | 14.533 | 13.500             | 13.800     | 81.265 |
| 17      | Nikita Ignatyev     | 13.733 | 12.466          | 13.366  | 14.116 | 13.400             | 13.566     | 80.647 |
| 18      | Robert Kirmes       | 13.866 | 13.700          | 12.633  | 13.966 | 13.266             | 12.366     | 79.797 |
| 19      | Nikolaos Iliopoulos | 12.733 | 12.633          | 13.308  | 14.033 | 13.666             | 13.366     | 79.739 |
| 20      | Noah Kuavita        | 13.600 | 12.900          | 12.366  | 13.300 | 13.166             | 14.266     | 79.598 |
| 21      | Sofus Heggemsnes    | 12.500 | 13.600          | 13.233  | 14.266 | 12.500             | 13.200     | 79.299 |
| 22      | Oskar Kirmes        | 13.566 | 13.333          | 12.500  | 13.666 | 13.700             | 11.466     | 78.231 |
| 23      | Eyal Indig          | 12.833 | 12.666          | 11.166  | 13.466 | 13.300             | 12.833     | 76.264 |
| 24      | Alexander Benda     | 12.333 | 11.200          | 12.666  | 13.633 | 13.000             | 11.333     | 74.165 |

- Jossimar Calvo es va retirar després de donar positiu de COVID-19.[8] Va ser substituït en el quart grup de rotació pel primera reserva  Alexander Benda.
- Milad Karimi es va retirar per centrar-se en la final d'aparells.[9] Va ser substituït en el tercer grup de rotació pel segon reserva  Robert Kirmes.
- Ilias Georgiou es va retirar i va ser substituït en el segon grup de rotació pel tercer reserva  Nikolaos Iliopoulos.

### Terra
Competidors més gran i més jove
|             | Nom              | País          | Data de naixement | Edat              |
| ----------- | ---------------- | ------------- | ----------------- | ----------------- |
| El més jove | Ryu Sung-hyun    | Corea del Sud | 22 octubre 2002   | 19 anys, 1 dia    |
| El més gran | Nicola Bartolini | Itàlia        | 7 febrer 1996     | 25 anys, 258 dies |

| Classificació | Gimnasta         | Dif.  | Ex.   | Pen. | Total  |
| ------------- | ---------------- | ----- | ----- | ---- | ------ |
| 1             | Nicola Bartolini | 6.200 | 8.600 |      | 14.800 |
| 2             | Kazuki Minami    | 6.500 | 8.266 |      | 14.766 |
| 3             | Emil Soravuo     | 6.000 | 8.700 |      | 14.700 |
| 4             | Ryu Sung-hyun    | 6.500 | 8.100 |      | 14.600 |
| 5             | Carlos Yulo      | 6.600 | 8.266 | -0.3 | 14.566 |
| 6             | Kazuma Kaya      | 5.900 | 8.633 |      | 14.533 |
| 7             | Milad Karimi     | 6.400 | 7.933 |      | 14.333 |
| 8             | Hayden Skinner   | 6.500 | 7.900 | -0.3 | 14.100 |

### Cavall amb arcs
Competidors més gran i més jove
|             | Nom                | País       | Data de naixement | Edat             |
| ----------- | ------------------ | ---------- | ----------------- | ---------------- |
| El més jove | Joshua Nathan      | Regne Unit | 25 setembre 1999  | 22 anys, 28 dies |
| El més gran | Harutyun Merdinyan | Armènia    | 16 agost 1984     | 37 anys, 68 dies |

| Classicació | Gimnasta           | Dif.  | Ex.   | Pen. | Total  |
| ----------- | ------------------ | ----- | ----- | ---- | ------ |
| 1           | Stephen Nedoroscik | 6.500 | 8.766 |      | 15.266 |
| 2           | Weng Hao           | 6.600 | 8.300 |      | 14.900 |
| 2           | Kazuma Kaya        | 6.600 | 8.300 |      | 14.900 |
| 4           | Nariman Kurbanov   | 6.200 | 8.566 |      | 14.766 |
| 5           | Alec Yoder         | 6.500 | 8.266 |      | 14.766 |
| 6           | Joshua Nathan      | 6.600 | 8.133 |      | 14.733 |
| 7           | Filip Ude          | 6.100 | 7.733 |      | 13.833 |
| 8           | Harutyun Merdinyan | 6.200 | 7.200 |      | 13.400 |

- Daiki Hashimoto i el primer reserva  Zhang Boheng van abandonar, de manera que el segon reserva  Harutyun Merdinyan va prendre part en la final.

### Anelles
Competidors més gran i més jove
|             | Nom                | País   | Data de naixement | Edat              |
| ----------- | ------------------ | ------ | ----------------- | ----------------- |
| El més jove | Grigorii Klimentev | RGF    | 13 desembre 2000  | 20 anys, 314 dies |
| El més gran | Marco Lodadio      | Itàlia | 24 març 24, 1992  | 29 anys, 213 dies |

| Classicació | Gimnasta           | Dif.  | Ex.   | Pen. | Total  |
| ----------- | ------------------ | ----- | ----- | ---- | ------ |
| 1           | Lan Xingyu         | 6.400 | 8.800 |      | 15.200 |
| 2           | Marco Lodadio      | 6.300 | 8.566 |      | 14.866 |
| 3           | Salvatore Maresca  | 6.200 | 8.633 |      | 14.833 |
| 3           | Grigorii Klimentev | 6.200 | 8.633 |      | 14.833 |
| 5           | Vinzenz Höck       | 6.200 | 8.533 |      | 14.733 |
| 6           | İbrahim Çolak      | 6.200 | 8.466 |      | 14.666 |
| 7           | William Emard      | 6.000 | 8.533 |      | 14.533 |
| 8           | Courtney Tulloch   | 6.200 | 8.000 |      | 14.200 |

- Zhang Boheng va abandonar i va ser substituit pel primer reserva  Marco Lodadio.

### Salt
Competidors més gran i més jove
|             | Nom             | País    | Data de naixement | Edat              |
| ----------- | --------------- | ------- | ----------------- | ----------------- |
| El més jove | Nazar Chepurnyi | Ucraïna | 3 setembre 2002   | 19 anys, 51 dies  |
| El més gran | Andrey Medvedev | Israel  | 6 abril 1990      | 31 anys, 201 dies |

| Posició | Gimnasta          | Salt 1 | Salt 1 | Salt 1 | Salt 1  | Salt 2 | Salt 2 | Salt 2 | Salt 2  | Total  |
| Posició | Gimnasta          | Dif.   | Ex.    | Pen.   | Punt. 1 | Dif.   | Ex.    | Pen.   | Punt. 2 | Total  |
| ------- | ----------------- | ------ | ------ | ------ | ------- | ------ | ------ | ------ | ------- | ------ |
| 1       | Carlos Yulo       | 5.600  | 9.200  |        | 14.800  | 5.600  | 9.433  |        | 15.033  | 14.916 |
| 2       | Hidenobu Yonekura | 6.000  | 9.000  |        | 15.000  | 5.600  | 9.133  |        | 14.733  | 14.866 |
| 3       | Andrey Medvedev   | 5.600  | 8.933  |        | 14.533  | 5.600  | 9.166  |        | 14.766  | 14.649 |
| 4       | Thomas Grasso     | 5.600  | 9.233  |        | 14.833  | 5.200  | 9.166  | -0.1   | 14.266  | 14.549 |
| 5       | Yang Hak-seon     | 6.000  | 9.033  |        | 14.933  | 5.600  | 9.133  |        | 14.733  | 14.833 |
| 6       | Courtney Tulloch  | 5.600  | 8.700  |        | 14.300  | 5.600  | 8.866  |        | 14.466  | 14.383 |
| 7       | Nazar Chepurnyi   | 5.600  | 9.266  |        | 14.866  | 5.600  | 7.933  | -0.1   | 13.433  | 14.149 |
| 8       | William Emard     | 5.200  | 8.066  |        | 13.266  | 5.200  | 7.933  |        | 13.133  | 13.199 |

### Barres paral·leles
Competidors més gran i més jove
|             | Nom             | País   | Data de naixement | Edat             |
| ----------- | --------------- | ------ | ----------------- | ---------------- |
| El més jove | Daiki Hashimoto | Japó   | 7 agost 2001      | 20 anys, 78 dies |
| El més gran | Caio Souza      | Brasil | 12 setembre 1993  | 28 anys, 42 dies |

| Classicació | Gimnasta          | Dif.  | Ex.   | Pen. | Total  |
| ----------- | ----------------- | ----- | ----- | ---- | ------ |
| 1           | Hu Xuwei          | 6.600 | 8.866 |      | 15.466 |
| 2           | Carlos Yulo       | 6.400 | 8.900 |      | 15.300 |
| 3           | Shi Cong          | 6.000 | 9.066 |      | 15.066 |
| 4           | Daiki Hashimoto   | 6.200 | 8.800 |      | 15.000 |
| 5           | Yul Moldauer      | 6.400 | 8.600 |      | 15.000 |
| 6           | Kazuma Kaya       | 6.300 | 8.600 |      | 14.900 |
| 7           | Caio Souza        | 6.100 | 8.466 |      | 14.566 |
| 8           | Christian Baumann | 6.200 | 6.133 |      | 12.333 |

- Zhang Boheng es va retirar i va ser substituïda per la seva compatriota  Shi Cong que no es va classificar per la norma que limita a dos gimnastes per federació.

### Barra fixa
Competidors més gran i més jove
|             | Nom            | País    | Data de naixement | Edat              |
| ----------- | -------------- | ------- | ----------------- | ----------------- |
| El més jove | Illia Kovtun   | Ucraïna | 10 agost 2003     | 18 anys, 75 dies  |
| El més gran | Kohei Uchimura | Japó    | 3 gener 1989      | 32 anys, 294 dies |

| Classicació | Gimnasta        | Dif.  | Ex.   | Pen. | Total  |
| ----------- | --------------- | ----- | ----- | ---- | ------ |
| 1           | Hu Xuwei        | 6.700 | 8.466 |      | 15.166 |
| 2           | Daiki Hashimoto | 6.500 | 8.566 |      | 15.066 |
| 3           | Brody Malone    | 6.500 | 8.466 |      | 14.966 |
| 4           | Carlo Macchini  | 6.700 | 8.266 |      | 14.966 |
| 5           | Milad Karimi    | 6.400 | 8.433 |      | 14.833 |
| 6           | Kōhei Uchimura  | 6.600 | 8.000 |      | 14.600 |
| 7           | Illia Kovtun    | 6.000 | 8.166 |      | 14.166 |
| 8           | Ilias Georgiou  | 5.800 | 7.866 |      | 13.666 |

## Resultats femenins

### Concurs complet individual
Competidores més gran i més jove
|             | Nom               | País     | Data de naixement | Edat              |
| ----------- | ----------------- | -------- | ----------------- | ----------------- |
| La més jove | Jennifer Williams | Suècia   | 11 octubre 2005   | 16 anys, 10 dies  |
| La més gran | Filipa Martins    | Portugal | 9 gener 1996      | 25 anys, 285 dies |

| Posició | Gimnasta              | Salt   | Barres asimètriques | Barra d'equilibri | Terra  | Total  |
| ------- | --------------------- | ------ | ------------------- | ----------------- | ------ | ------ |
| 1       | Anguelina Mélnikova   | 14.466 | 14.533              | 13.800            | 13.833 | 56.632 |
| 2       | Leanne Wong           | 14.341 | 14.066              | 13.900            | 14.033 | 56.340 |
| 3       | Kayla DiCello         | 14.600 | 12.766              | 13.400            | 13.800 | 54.566 |
| 4       | Vladislava Urazova    | 13.566 | 14.333              | 12.333            | 13.366 | 53.598 |
| 5       | Naomi Visser          | 13.400 | 13.800              | 12.966            | 12.666 | 52.832 |
| 6       | Wei Xiaoyuan          | 13.200 | 13.366              | 13.733            | 12.400 | 52.699 |
| 7       | Filipa Martins        | 13.466 | 13.000              | 12.933            | 12.800 | 52.199 |
| 8       | Alice D'Amato         | 14.400 | 12.916              | 11.766            | 13.000 | 52.082 |
| 9       | Carolann Héduit       | 14.266 | 12.533              | 12.633            | 12.533 | 51.965 |
| 10      | Anastasiia Bachynska  | 13.533 | 12.800              | 12.800            | 12.700 | 51.833 |
| 11      | Shin Sol-yi           | 13.500 | 12.900              | 12.766            | 12.600 | 51.766 |
| 12      | Asia D'Amato          | 14.366 | 12.600              | 11.900            | 12.833 | 51.699 |
| 13      | Lee Yun-seo           | 13.033 | 13.566              | 12.100            | 13.000 | 51.699 |
| 14      | Yelyzaveta Hubareva   | 13.200 | 13.100              | 12.733            | 12.566 | 51.599 |
| 15      | Ruby Stacey           | 13.500 | 13.433              | 12.600            | 11.900 | 51.333 |
| 16      | Maria Ceplinschi      | 13.633 | 12.566              | 11.633            | 13.066 | 50.898 |
| 17      | Georgia-Mae Fenton    | 14.333 | 11.400              | 12.566            | 12.000 | 50.299 |
| 18      | Rose Woo              | 13.400 | 12.166              | 11.700            | 12.933 | 50.299 |
| 19      | Emma Slevin           | 13.600 | 12.533              | 12.733            | 11.266 | 50.132 |
| 20      | Célia Serber          | 13.900 | 13.200              | 10.300            | 12.333 | 49.733 |
| 21      | Csenge Bácskay        | 13.666 | 11.366              | 11.700            | 11.933 | 48.665 |
| 22      | Marlies Männersdorfer | 12.666 | 13.200              | 11.566            | 12.200 | 48.598 |
| 23      | Jennifer Williams     | 13.333 | 10.733              | 12.066            | 12.100 | 48.232 |
| 24      | Stefanie Siegenthaler | 11.700 | 11.433              | 12.166            | 11.133 | 46.432 |

- Hitomi Hatakeda es va retirar a causa d'una lesió al coll i a la medul·la espinal soferta a l'entrenament.[10] Va ser substituïda en el primer grup de rotació per la primera suplent  Csenge Bácskay.

### Salt
Competidores més gran i més jove
|             | Nom            | País    | Data de naixement | Edat              |
| ----------- | -------------- | ------- | ----------------- | ----------------- |
| La més jove | Csenge Bácskay | Hongria | 4 abril 2003      | 18 anys, 192 dies |
| La més gran | Nancy Taman    | Egipte  | 15 novembre 1994  | 26 anys, 342 dies |

| Posició | Gimnasta            | Salt 1 | Salt 1 | Salt 1 | Salt 1  | Salt 2 | Salt 2 | Salt 2 | Salt 2  | Total  |
| Posició | Gimnasta            | Dif.   | Ex.    | Pen.   | Punt. 1 | Dif.   | Ex.    | Pen.   | Punt. 2 | Total  |
| ------- | ------------------- | ------ | ------ | ------ | ------- | ------ | ------ | ------ | ------- | ------ |
| 1       | Rebeca Andrade      | 6.000  | 9.133  |        | 15.133  | 5.400  | 9.400  |        | 14.800  | 14.966 |
| 2       | Asia D'Amato        | 5.400  | 8.733  |        | 14.133  | 5.200  | 8.833  |        | 14.033  | 14.083 |
| 3       | Anguelina Mélnikova | 5.400  | 9.033  |        | 14.433  | 4.800  | 8.700  |        | 13.500  | 13.966 |
| 4       | Nancy Taman         | 5.400  | 8.733  |        | 14.133  | 4.600  | 8.733  |        | 13.333  | 13.733 |
| 5       | Csenge Bácskay      | 5.000  | 8.866  |        | 13.866  | 4.800  | 8.800  |        | 13.600  | 13.733 |
| 6       | Ofir Netzer         | 4.800  | 8.833  |        | 13.633  | 4.800  | 8.800  |        | 13.600  | 13.616 |
| 7       | Natalia Escalera    | 5.000  | 8.466  | –0.1   | 13.366  | 4.800  | 8.800  |        | 13.600  | 13.483 |
| 8       | Elze Geurts         | 5.400  | 8.966  |        | 14.366  | 4.800  | 7.533  |        | 12.333  | 13.349 |

### Barres asimètriques
Competidores més gran i més jove
|             | Nom            | País            | Data de naixement | Edat              |
| ----------- | -------------- | --------------- | ----------------- | ----------------- |
| La més jove | Luo Rui        | R.P. de la Xina | 26 novembre 2005  | 15 anys, 331 dies |
| La més gran | Filipa Martins | Portugal        | 9 gener 1996      | 25 anys, 287 dies |

| Classicació | Gimnasta            | Dif.  | Ex.   | Pen. | Total  |
| ----------- | ------------------- | ----- | ----- | ---- | ------ |
| 1           | Wei Xiaoyuan        | 6.500 | 8.233 |      | 14.733 |
| 2           | Rebeca Andrade      | 5.900 | 8.733 |      | 14.633 |
| 3           | Luo Rui             | 6.200 | 8.433 |      | 14.633 |
| 4           | Anguelina Mélnikova | 6.100 | 8.433 |      | 14.533 |
| 5           | Zsófia Kovács       | 6.200 | 8.266 |      | 14.466 |
| 6           | Elisa Iorio         | 6.200 | 8.200 |      | 14.400 |
| 7           | Vladislava Urazova  | 6.300 | 8.100 |      | 14.400 |
| 8           | Filipa Martins      | 6.000 | 8.066 |      | 14.066 |

### Barra d'equilibri
Competidores més gran i més jove
|             | Nom          | País            | Data de naixement | Edat              |
| ----------- | ------------ | --------------- | ----------------- | ----------------- |
| La més jove | Luo Rui      | R.P. de la Xina | 26 novembre 2005  | 15 anys, 332 dies |
| La més gran | Mai Murakami | Japó            | 5 agost 1996      | 25 anys, 80 dies  |

| Classicació | Gimnasta              | Dif.  | Ex.   | Pen. | Total  |
| ----------- | --------------------- | ----- | ----- | ---- | ------ |
| 1           | Urara Ashikawa        | 5.900 | 8.200 |      | 14.100 |
| 2           | Pauline Schaefer-Betz | 5.400 | 8.400 |      | 13.800 |
| 3           | Mai Murakami          | 5.800 | 7.933 |      | 13.733 |
| 4           | Leanne Wong           | 5.500 | 7.833 |      | 13.333 |
| 5           | Luo Rui               | 5.800 | 7.500 |      | 13.300 |
| 6           | Rebeca Andrade        | 5.400 | 7.100 |      | 12.500 |
| 7           | Anguelina Mélnikova   | 5.400 | 7.000 |      | 12.400 |
| 8           | Kayla DiCello         | 4.900 | 6.966 |      | 11.866 |
| 9           | Iana Vorona           | 5.200 | 6.633 |      | 11.833 |

### Terra
Competidores més gran i més jove
|             | Nom              | País    | Data de naixement | Edat             |
| ----------- | ---------------- | ------- | ----------------- | ---------------- |
| La més jove | Maria Ceplinschi | Romania | 2 agost 2005      | 16 anys, 73 dies |
| La més gran | Mai Murakami     | Japó    | 5 agost 1996      | 25 anys, 80 dies |

| Classicació | Gimnasta             | Dif.  | Ex.   | Pen. | Total  |
| ----------- | -------------------- | ----- | ----- | ---- | ------ |
| 1           | Mai Murakami         | 5.800 | 8.266 |      | 14.066 |
| 2           | Anguelina Mélnikova  | 5.600 | 8.400 |      | 14.000 |
| 3           | Leanne Wong          | 5.700 | 8.133 |      | 13.833 |
| 4           | Vladislava Urazova   | 5.300 | 8.400 |      | 13.700 |
| 5           | Kayla DiCello        | 5.400 | 8.233 |      | 13.633 |
| 6           | Maria Ceplinschi     | 5.200 | 8.166 |      | 13.366 |
| 7           | Anastasiia Bachynska | 5.100 | 7.933 |      | 13.033 |
| 8           | Yuna Hiraiwa         | 5.100 | 7.033 |      | 12.133 |

## Qualificació

### Resultats masculins
La subdivisió 6 de la qualificacio masculina es va endarrerir 90 minuts mentre es desinfectava l'equipament després que un gimnasta colombià, que després es va revelar com Jossimar Calvo, a la subdivisió anterior va donar positiu de COVID-19. Calvo posteriorment es va retirar de la final del concurs complet.

#### Concurs complet individual
| Posició | Gimnasta               | Terra  | Cavall amb arcs | Anelles | Salt   | Barres paral·leles | Barra fixa | Total  | Resultat |
| ------- | ---------------------- | ------ | --------------- | ------- | ------ | ------------------ | ---------- | ------ | -------- |
| 1       | Daiki Hashimoto        | 14.733 | 15.075          | 13.333  | 15.066 | 15.200             | 14.633     | 88.040 | Q        |
| 2       | Zhang Boheng           | 14.133 | 14.666          | 14.866  | 14.766 | 15.300             | 14.166     | 87.897 | Q        |
| 3       | Adem Asil              | 14.066 | 12.666          | 14.533  | 14.966 | 14.366             | 13.833     | 84.430 | Q        |
| 4       | Shi Cong               | 13.200 | 13.466          | 13.933  | 14.233 | 15.200             | 13.866     | 83.898 | Q        |
| 5       | Illia Kovtun           | 14.333 | 13.766          | 12.500  | 14.066 | 14.700             | 14.200     | 83.565 | Q        |
| 6       | Krisztofer Mészáros    | 14.033 | 13.600          | 12.933  | 14.200 | 14.566             | 13.300     | 82.632 | Q        |
| 7       | Ilias Georgiou         | 13.633 | 11.866          | 13.500  | 14.366 | 14.766             | 14.233     | 82.364 | Q        |
| 8       | Ahmet Önder            | 13.400 | 12.866          | 13.933  | 14.200 | 14.700             | 12.966     | 82.065 | Q        |
| 9       | Joel Plata             | 14.133 | 13.633          | 13.300  | 14.066 | 13.666             | 13.100     | 81.898 | Q        |
| 10      | Robert Tvorogal        | 13.433 | 13.233          | 13.100  | 13.800 | 14.600             | 13.600     | 81.766 | Q        |
| 11      | William Emard          | 13.900 | 11.233          | 14.733  | 14.666 | 13.833             | 13.133     | 81.498 | Q        |
| 12      | Luka van den Keybus    | 13.966 | 12.700          | 12.433  | 14.333 | 14.000             | 13.666     | 81.098 | Q        |
| 13      | Yul Moldauer           | 14.433 | 10.633          | 13.466  | 14.433 | 14.866             | 13.233     | 81.064 | Q        |
| 14      | Henji Mboyo            | 13.100 | 12.966          | 13.333  | 13.833 | 13.933             | 13.800     | 80.965 | Q        |
| 15      | Joshua Nathan          | 13.433 | 15.033          | 12.600  | 14.400 | 12.133             | 13.166     | 80.765 | Q        |
| 16      | Milad Karimi           | 14.941 | 11.600          | 12.133  | 12.966 | 14.633             | 14.433     | 80.706 | Q        |
| 17      | Caio Souza             | 13.666 | 10.233          | 14.033  | 14.666 | 14.800             | 13.200     | 80.598 | Q        |
| 18      | Nestor Abad            | 14.233 | 12.933          | 13.466  | 13.800 | 13.566             | 12.500     | 80.498 | Q        |
| 19      | Sofus Heggemsnes       | 12.966 | 13.366          | 13.000  | 14.233 | 13.933             | 13.300     | 80.498 | Q        |
| 20      | Jossimar Calvo         | 13.300 | 13.433          | 12.300  | 14.300 | 13.866             | 12.866     | 80.065 | Q        |
| 21      | Oskar Kirmes           | 13.733 | 12.766          | 12.200  | 13.766 | 13.933             | 12.900     | 79.298 | Q        |
| 22      | Eyal Indig             | 12.600 | 14.066          | 12.400  | 13.933 | 13.500             | 12.600     | 79.099 | Q        |
| 23      | Nikita Ignatyev        | 12.366 | 11.866          | 12.766  | 14.008 | 13.500             | 13.433     | 77.939 | Q        |
| 24      | Noah Kuavita           | 13.600 | 12.500          | 11.966  | 14.200 | 11.300             | 14.066     | 77.632 | Q        |
| 25      | Alexander Benda        | 12.566 | 12.666          | 12.600  | 13.766 | 12.633             | 13.366     | 77.597 | R1       |
| 26      | Robert Kirmes          | 13.733 | 13.500          | 12.666  | 13.933 | 11.966             | 11.766     | 77.564 | R2       |
| 27      | Nikolaos Iliopoulos    | 12.500 | 11.666          | 13.133  | 13.766 | 13.533             | 12.833     | 77.431 | R3       |
| 28      | Andres Martinez Moreno | 13.866 | 13.533          | 10.933  | 13.833 | 13.100             | 12.133     | 77.398 | R4       |

#### Terra
| Posició | Gimnasta         | Dif.  | Ex.   | Pen. | Total  | Resultat |
| ------- | ---------------- | ----- | ----- | ---- | ------ | -------- |
| 1       | Carlos Yulo      | 6.600 | 8.566 |      | 15.166 | Q        |
| 2       | Nicola Bartolini | 6.200 | 8.766 |      | 14.966 | Q        |
| 3       | Kazuki Minami    | 6.500 | 8.466 |      | 14.966 | Q        |
| 4       | Milad Karimi     | 6.400 | 8.541 |      | 14.941 | Q        |
| 5       | Daiki Hashimoto  | 6.000 | 8.733 |      | 14.733 | Q        |
| 6       | Ryu Sung-hyun    | 6.500 | 8.100 |      | 14.600 | Q        |
| 7       | Kazuma Kaya      | 5.900 | 8.666 |      | 14.566 | –        |
| 8       | Hayden Skinner   | 6.500 | 8.066 |      | 14.566 | Q        |
| 9       | Emil Soravuo     | 6.000 | 8.533 |      | 14.533 | Q        |
| 10      | Yul Moldauer     | 5.800 | 8.633 |      | 14.433 | R1       |
| 11      | Illia Kovtun     | 5.900 | 8.433 |      | 14.333 | R2       |
| 12      | Ivan Stretovich  | 5.800 | 8.466 |      | 14.266 | R3       |

#### Cavall amb arcs
| Posició | Gimnasta           | Dif.  | Ex.   | Pen. | Total  | Resultat |
| ------- | ------------------ | ----- | ----- | ---- | ------ | -------- |
| 1       | Weng Hao           | 6.600 | 9.000 |      | 15.600 | Q        |
| 2       | Stephen Nedoroscik | 6.500 | 8.866 |      | 15.366 | Q        |
| 3       | Alec Yoder         | 6.500 | 8.800 |      | 15.300 | Q        |
| 4       | Daiki Hashimoto    | 6.400 | 8.675 |      | 15.075 | Q        |
| 5       | Joshua Nathan      | 6.600 | 8.433 |      | 15.033 | Q        |
| 6       | Nariman Kurbanov   | 6.200 | 8.800 |      | 15.000 | Q        |
| 7       | Kazuma Kaya        | 6.600 | 8.333 |      | 14.933 | Q        |
| 8       | Filip Ude          | 6.000 | 8.866 |      | 14.866 | Q        |
| 9       | Zhang Boheng       | 5.800 | 8.866 |      | 14.666 | R1       |
| 10      | Harutyun Merdinyan | 6.200 | 8.466 |      | 14.666 | R2       |
| 11      | Loran de Munck     | 6.300 | 8.266 |      | 14.566 | R3       |

#### Anelles
| Posició | Gimnasta           | Dif.  | Ex.    | Pen. | Total  | Resultat |
| ------- | ------------------ | ----- | ------ | ---- | ------ | -------- |
| 1       | Lan Xingyu         | 6.400 | 8.866  |      | 15.266 | Q        |
| 2       | Zhang Boheng       | 6.100 | 8.7666 |      | 14.866 | Q        |
| 3       | Vinzenz Höck       | 6.200 | 8.566  |      | 14.766 | Q        |
| 3       | Grigorii Klimentev | 6.200 | 8.566  |      | 14.766 | Q        |
| 3       | İbrahim Çolak      | 6.200 | 8.566  |      | 14.766 | Q        |
| 6       | William Emard      | 6.000 | 8.733  |      | 14.733 | Q        |
| 7       | Courtney Tulloch   | 6.200 | 8.466  |      | 14.666 | Q        |
| 7       | Salvatore Maresca  | 6.200 | 8.466  |      | 14.666 | Q        |
| 9       | Marco Lodadio      | 6.300 | 8.300  |      | 14.600 | R1       |
| 10      | Adem Asil          | 6.200 | 8.333  |      | 14.533 | R2       |
| 11      | Ali Zahran         | 6.200 | 8.033  |      | 14.233 | R3       |

#### Salt
| Posició | Gimnasta              | Salt 1 | Salt 1 | Salt 1 | Salt 1  | Salt 2 | Salt 2 | Salt 2 | Salt 2  | Total  | Resultat |
| Posició | Gimnasta              | Dif.   | Ex.    | Pen.   | Punt. 1 | Dif.   | Ex.    | Pen.   | Punt. 2 | Total  | Resultat |
| ------- | --------------------- | ------ | ------ | ------ | ------- | ------ | ------ | ------ | ------- | ------ | -------- |
| 1       | Nazar Chepurnyi       | 5.600  | 9.366  |        | 14.966  | 5.600  | 9.100  |        | 14.700  | 14.833 | Q        |
| 2       | Yang Hak-seon         | 6.000  | 9.033  | –0.1   | 14.933  | 5.600  | 9.133  |        | 14.733  | 14.833 | Q        |
| 3       | Carlos Yulo           | 5.600  | 9.133  |        | 14.733  | 5.600  | 9.283  |        | 14.883  | 14.808 | Q        |
| 4       | Hidenobu Yonekura     | 6.000  | 8.933  |        | 14.933  | 5.600  | 9.033  |        | 14.633  | 14.783 | Q        |
| 5       | Andrey Medvedev       | 5.600  | 9.000  |        | 14.600  | 5.600  | 9.233  |        | 14.833  | 14.716 | Q        |
| 6       | Thomas Grasso         | 5.600  | 9.233  |        | 14.833  | 5.200  | 9.166  |        | 14.366  | 14.599 | Q        |
| 7       | Courtney Tulloch      | 5.600  | 8.933  |        | 14.533  | 5.600  | 9.000  |        | 14.600  | 14.566 | Q        |
| 8       | William Emard         | 5.200  | 9.466  |        | 14.666  | 5.200  | 9.200  |        | 14.400  | 14.533 | Q        |
| 9       | Adem Asil             | 6.000  | 8.966  |        | 14.966  | 5.600  | 8.733  | –0.3   | 14.033  | 14.499 | R2       |
| 10      | Nicola Bartolini      | 5.200  | 9.500  |        | 14.700  | 4.800  | 9.366  |        | 14.166  | 14.433 | R2       |
| 11      | Mukhammadzhon Iakubov | 5.600  | 8.633  | –0.1   | 14.133  | 5.600  | 9.100  |        | 14.700  | 14.416 | R3       |

#### Barres paral·leles
| Posició | Gimnasta          | Dif.  | Ex.   | Pen. | Total  | Resultat |
| ------- | ----------------- | ----- | ----- | ---- | ------ | -------- |
| 1       | Carlos Yulo       | 6.400 | 9.166 |      | 15.566 | Q        |
| 2       | Zhang Boheng      | 6.100 | 9.200 |      | 15.300 | Q        |
| 3       | Wu Xuwei          | 6.300 | 8.933 |      | 15.233 | Q        |
| 4       | Shi Cong          | 6.000 | 9.200 |      | 15.200 | –        |
| 5       | Daiki Hashimoto   | 6.200 | 9.000 |      | 15.200 | Q        |
| 6       | Yul Moldauer      | 6.400 | 8.466 |      | 14.866 | Q        |
| 7       | Christian Baumann | 6.400 | 8.441 |      | 14,841 | Q        |
| 8       | Kazuma Kaya       | 6.300 | 8.533 |      | 14.833 | Q        |
| 9       | Caio Souza        | 6.100 | 8.700 |      | 14.800 | Q        |
| 10      | Marios Georgiou   | 6.300 | 8.500 |      | 14.800 | R1       |
| 11      | Ilias Georgiou    | 5.600 | 9.166 |      | 14.766 | R2       |
| 12      | Isaac Núñez       | 6.100 | 8.633 |      | 14.733 | R3       |

#### Barra fixa
| Posició | Gimnasta          | Dif.  | Ex.   | Pen. | Total  | Resultat |
| ------- | ----------------- | ----- | ----- | ---- | ------ | -------- |
| 1       | Carlos Yulo       | 6.400 | 9.166 |      | 15.566 | Q        |
| 2       | Zhang Boheng      | 6.100 | 9.200 |      | 15.300 | Q        |
| 3       | Wu Xuwei          | 6.300 | 8.933 |      | 15.233 | Q        |
| 4       | Shi Cong          | 6.000 | 9.200 |      | 15.200 | –        |
| 5       | Daiki Hashimoto   | 6.200 | 9.000 |      | 15.200 | Q        |
| 6       | Yul Moldauer      | 6.400 | 8.466 |      | 14.866 | Q        |
| 7       | Christian Baumann | 6.400 | 8.441 |      | 14,841 | Q        |
| 8       | Kazuma Kaya       | 6.300 | 8.533 |      | 14.833 | Q        |
| 9       | Caio Souza        | 6.100 | 8.700 |      | 14.800 | Q        |
| 10      | Marios Georgiou   | 6.300 | 8.500 |      | 14.800 | R1       |
| 11      | Ilias Georgiou    | 5.600 | 9.166 |      | 14.766 | R2       |
| 12      | Isaac Núñez       | 6.100 | 8.633 |      | 14.733 | R3       |

### Resultats femenins

#### Concurs complet individual
| Posició | Gimnasta              | Salt   | Barras asimètriques | Barra d'equilibri | Terra  | Total  | Resultats |
| ------- | --------------------- | ------ | ------------------- | ----------------- | ------ | ------ | --------- |
| 1       | Anguelina Mélnikova   | 14.466 | 14.466              | 14.033            | 14.100 | 57.065 | Q         |
| 2       | Leanne Wong           | 14.366 | 13.683              | 13.700            | 14.000 | 55.749 | Q         |
| 3       | Kayla DiCello         | 14.500 | 13.900              | 13.500            | 13.800 | 55.700 | Q         |
| 4       | Hitomi Hatakeda       | 13.566 | 13.933              | 12.966            | 13.333 | 53.798 | Q         |
| 5       | Vladislava Urazova    | 12.100 | 14.366              | 13.166            | 13.433 | 53.065 | Q         |
| 6       | Filipa Martins        | 13.300 | 14.133              | 12.666            | 12.933 | 53.032 | Q         |
| 7       | Wei Xiaoyuan          | 13.266 | 14.733              | 12.633            | 12.233 | 52.865 | Q         |
| 8       | Carolann Héduit       | 14.300 | 13.366              | 12.366            | 12.733 | 52.765 | Q         |
| 9       | Anastasiia Bachynska  | 13.566 | 13.333              | 12.666            | 13.100 | 52.665 | Q         |
| 10      | Lee Yun-seo           | 13.258 | 14.066              | 12.200            | 13.016 | 52.540 | Q         |
| 11      | Naomi Visser          | 13.533 | 13.033              | 12.800            | 12.900 | 52.266 | Q         |
| 12      | Asia D'Amato          | 14.133 | 12.333              | 13.000            | 12.633 | 52.099 | Q         |
| 13      | Alice D'Amato         | 14.333 | 13.966              | 10.966            | 12.833 | 52.098 | Q         |
| 14      | Shin Sol-yi           | 13.500 | 12.600              | 12.200            | 13.100 | 51.400 | Q         |
| 15      | Yelyzaveta Hubareva   | 13.033 | 13.066              | 12.633            | 12.533 | 51.265 | Q         |
| 16      | Ruby Stacey           | 13.266 | 13.200              | 12.333            | 11.966 | 50.765 | Q         |
| 17      | Georgia-Mae Fenton    | 13.566 | 13.658              | 11.733            | 11.733 | 50.690 | Q         |
| 18      | Célia Serber          | 13.633 | 13.200              | 10.933            | 12.733 | 50.499 | Q         |
| 19      | Rose Woo              | 13.266 | 12.800              | 12.000            | 12.400 | 50.466 | Q         |
| 20      | Maria Ceplinschi      | 13.700 | 12.333              | 11.066            | 13.300 | 50.399 | Q         |
| 21      | Emma Slevin           | 13.533 | 12.700              | 11.466            | 12.466 | 50.165 | Q         |
| 22      | Jennifer Williams     | 13.433 | 12.666              | 11.233            | 12.700 | 50.032 | Q         |
| 23      | Stefanie Siegenthaler | 13.166 | 11.666              | 11.566            | 12.466 | 48.864 | Q         |
| 24      | Marlies Männersdorfer | 12.466 | 12.466              | 11.700            | 12.166 | 48.798 | Q         |
| 25      | Csenge Bácskay        | 13.866 | 11.566              | 11.966            | 11.300 | 48.698 | R1        |
| 26      | Zója Székely          | 13.066 | 12.400              | 11.133            | 11.966 | 48.565 | R2        |
| 27      | Ada Hautala           | 12.966 | 12.033              | 10.966            | 12.466 | 48.431 | R3        |
| 28      | Vera van Pol          | 13.433 | 10.033              | 12.216            | 12.733 | 48.415 | R4        |

#### Salt
| Posició | Gimnasta            | Salt 1 | Salt 1 | Salt 1 | Salt 1  | Salt 2 | Salt 2 | Salt 2 | Salt 2  | Total  | Resultat |
| Posició | Gimnasta            | Dif.   | Ex.    | Pen.   | Punt. 1 | Dif.   | Ex.    | Pen.   | Punt. 2 | Total  | Resultat |
| ------- | ------------------- | ------ | ------ | ------ | ------- | ------ | ------ | ------ | ------- | ------ | -------- |
| 1       | Rebeca Andrade      | 6.000  | 9.200  | –0.3   | 14.900  | 5.400  | 9.300  |        | 14.700  | 14.800 | Q        |
| 2       | Elze Geurts         | 5.400  | 9.000  |        | 14.400  | 5.400  | 8.900  |        | 14.300  | 14.350 | Q        |
| 3       | Asia D'Amato        | 5.400  | 8.733  |        | 14.133  | 4.800  | 8.700  |        | 13.500  | 13.816 | Q        |
| 4       | Anguelina Mélnikova | 5.400  | 9.066  |        | 14.466  | 4.800  | 8.600  | –0.3   | 13.100  | 13.783 | Q        |
| 5       | Csenge Bácskay      | 5.000  | 8.866  |        | 13.866  | 4.800  | 8.666  |        | 13.466  | 13.666 | Q        |
| 6       | Natalia Escalera    | 5.000  | 8.800  | –0.1   | 13.700  | 4.800  | 8.766  |        | 13.566  | 13.633 | Q        |
| 7       | Nancy Taman         | 5.400  | 8.466  | –0.1   | 13.766  | 4.600  | 8.700  |        | 13.300  | 13.533 | Q        |
| 8       | Ofir Netzer         | 4.800  | 8.666  |        | 13.466  | 4.800  | 8.766  |        | 13.566  | 13.516 | Q        |
| 9       | Audrey Rousseau     | 5.000  | 8.866  |        | 13.866  | 4.600  | 8.633  | –0.1   | 13.133  | 13.499 | R1       |
| 10      | Coline Devillard    | 5.800  | 7.400  |        | 13.200  | 5.400  | 8.300  |        | 13.700  | 13.450 | R2       |
| 11      | Aruna Budda Reddy   | 4.600  | 8.541  |        | 13.141  | 4.800  | 8.766  |        | 13.566  | 13.353 | R3       |

#### Barres asimètriques
| Posició | Gimnasta                 | Dif.  | Ex.   | Pen. | Total  | Resultat |
| ------- | ------------------------ | ----- | ----- | ---- | ------ | -------- |
| 1       | Rebeca Andrade           | 6.300 | 8.800 |      | 15.100 | Q        |
| 2       | Wei Xiaoyuan             | 6.500 | 8.233 |      | 14.733 | Q        |
| 3       | Luo Rui                  | 6.200 | 8.300 |      | 14.500 | Q        |
| 4       | Anguelina Mélnikova      | 6.300 | 8.166 |      | 14.466 | Q        |
| 5       | Zsófia Kovács            | 6.200 | 8.233 |      | 14.433 | Q        |
| 6       | Vladislava Urazova (RGF) | 6.100 | 8.266 |      | 14.366 | Q        |
| 7       | Maria Minaeva (RGF)      | 6.100 | 8.233 |      | 14.333 | -        |
| 8       | Elisa Iorio              | 6.200 | 7.983 |      | 14.183 | Q        |
| 9       | Filipa Martins           | 6.000 | 8.133 |      | 14.133 | Q        |
| 10      | Lee Yun-seo              | 6.300 | 7.766 |      | 14.066 | R1       |
| 11      | Becky Downie             | 6.200 | 7.800 |      | 14.000 | R2       |
| 12      | Alice D'Amato            | 5.900 | 8.066 |      | 13.966 | R3       |

#### Barra d'equilibri
| Posició | Gimnasta             | Dif.  | Ex.   | Pen. | Total  | Resultat |
| ------- | -------------------- | ----- | ----- | ---- | ------ | -------- |
| 1       | Luo Rui              | 6.100 | 8.466 |      | 14.566 | Q        |
| 2       | Anguelina Mélnikova  | 5.600 | 8.433 |      | 14.033 | Q        |
| 3       | Pauline Schäfer-Betz | 5.400 | 8.333 |      | 13.733 | Q        |
| 4       | Leanne Wong          | 5.400 | 8.300 |      | 13.700 | Q        |
| 5       | Yana Vorona          | 5.700 | 7.933 |      | 13.633 | Q        |
| 6       | Urara Ashikawa       | 5.900 | 7.633 |      | 13.533 | Q        |
| 7       | Kayla DiCello        | 5.600 | 7.900 |      | 13.500 | Q        |
| 8       | Konnor McClain       | 5.900 | 7.566 |      | 13.466 | -        |
| 9       | Rebeca Andrade       | 5.600 | 7.800 |      | 13.400 | Q        |
| 9       | Mai Murakami         | 5.600 | 7.800 |      | 13.400 | Q        |
| 11      | Becky Downie         | 5.600 | 7.733 |      | 13.333 | R1       |
| 12      | Vladislava Urazova   | 5.100 | 8.066 |      | 13.166 | -        |
| 13      | Elisa Iorio          | 5.100 | 8.000 |      | 13.100 | R2       |
| 14      | Àsia D'Amato         | 5.300 | 7.700 |      | 13.000 | R3       |

#### Terra
| Posició | Gimnasta             | Dif.  | Ex.   | Pen. | Total  | Resultat |
| ------- | -------------------- | ----- | ----- | ---- | ------ | -------- |
| 1       | Mai Murakami         | 5.800 | 8.366 |      | 14.166 | Q        |
| 2       | Anguelina Mélnikova  | 5.800 | 8.300 |      | 14.100 | Q        |
| 3       | Leanne Wong          | 5.700 | 8.300 |      | 14.000 | Q        |
| 4       | Kayla DiCello        | 5.400 | 8.400 |      | 13.800 | Q        |
| 5       | Vladislava Urazova   | 5.200 | 8.333 | –0,1 | 13.433 | Q        |
| 6       | Yuna Hiraiwa         | 5.100 | 8.300 |      | 13.400 | Q        |
| 7       | Hitomi Hatakeda      | 5.300 | 8.033 |      | 13.333 | -        |
| 8       | Maria Ceplinschi     | 5.300 | 8.000 |      | 13.300 | Q        |
| 9       | eMjae Frazier        | 5.500 | 7.666 |      | 13.166 | -        |
| 10      | Anastasiia Bachynska | 5.100 | 8.000 |      | 13.100 | Q        |
| 11      | Shin Sol-yi          | 5.300 | 7.800 |      | 13.100 | R1       |
| 12      | Lee Yun-seo          | 5.100 | 7.916 |      | 13.016 | R2       |
| 13      | Elze Geurts          | 5.200 | 7.766 |      | 12.966 | R3       |

## Participants
- Albània (1)
- Armènia (3)
- Àustria (8)
- Azerbaidjan (4)
- Belarús (2)
- Bèlgica (3)
- Brasil (3)
- Bulgària (3)
- Canadà (10)
- R.P. de la Xina (10)
- Xina Taipei (8)
- Colòmbia (9)
- Croàcia (6)
- Xipre (2)
- Txèquia (4)
- Dinamarca (3)
- Equador (2)
- Egipte (10)
- Finlàndia (7)
- França (4)
- Alemanya (6)
- Regne Unit (9)
- Grècia (6)
- Hong Kong (4)
- Hongria (9)
- Islàndia (8)
- Índia (6)
- Irlanda (2)
- Israel (6)
- Itàlia (10)
- Japó (10) (Amfitrió)
- Kazakhstan (5)
- Letònia (2)
- Lituània (4)
- Luxemburg (1)
- Mèxic (9)
- Països Baixos (8)
- Noruega (6)
- Panamà (1)
- Filipines (1)
- Portugal (6)
- RGFRGF[a] (10)
- Romania (2)
- Aràbia Saudita (2)
- Eslovàquia (3)
- Eslovènia (3)
- Corea del Sud (10)
- Espanya (5)
- Suècia (6)
- Suïssa (9)
- Síria (1)
- Tailàndia (2)
- Turquia (8)
- Ucraïna (10)
- Estats Units (10)
- Vietnam (6)